# Луцій Сергій Катіліна

Лу́цій Се́ргій Катілі́на (лат. Lucius Sergius Catilina; 108 до н. е. — 62 до н. е.) — походив з патриціанського роду Сергіїв, політичний і державний діяч Римської республіки.

## Життєпис
На початку своєї політичної кар'єри Луцій Сергій Катіліна обирався на низку молодших посад. За правління Сулли брав участь у проскрипціях, 68 року до н. е. став претором, а 67 до н. е. став пропретором Африки. Після намісництва повернувся до Риму, виставив свою кандидатуру на посаду консула, яка була відхилена через звинувачення в хабарництві.
Це й стало поштовхом до організації змови, що планувалася на 65 до н. е.; метою було: вбити консулів, усунути сенаторів й проголосити консулами себе — та змова була розкрита, а інцидент зам'ятий. 64 року до н.е. Катіліна зумів виправдатися на закиди Луція Лукцея щодо вбивства проскрибованих.

## Змова Катіліни
- Докладніше: Змова Катіліни

На виборах на посаду консула 64-го року Катіліна посів 3-тє місце, поступившись Цицеронові й Гаю Антонію Гібриді відповідно. Під час наступних виборів, 63-го року до н.е., Цицерон відчув загрозу з боку Калітіни й з'явився на дільницю з озброєною охороною й у військовому нагруднику під тогою. Популістська програма Катіліни, спрямована на підтримку бідного населення, не здобула популярности серед вельможних виборців і призвела до його чергової поразки. 
На початку осени 63-го року до н.е. Цицерон почав отримувати інформацію про організацію заколоту, і у жовтні того ж року сенат наділив його надзвичайними повноваженнями. За посередництва Марка Красса, до Цицерона потрапила низка листів, які засвідчували запланований переворот та доводили причетність Катіліни до нього. Переломним моментом для заколотників стала співпраця з делегацією галлів, що, прибувши до Рима зі скаргами на провінційну владу, була залучена в змову, але таємно передала Цицеронові відомості про учасників, зокрема імена й кореспонденцію. 7-го листопада 63-го року до н.е. Цицерон викрив підготовку замаху на себе, а 8-го — зібрав сенат, де виголосив відомі промови проти Катіліни. Обвинувачений спочатку заперечував провину, але вночі долучився до своєї семитисячної армії на півночі від столиці. Повстанці, що залишилися в місті на чолі зі спільником Катіліни Публієм Корнелієм Лентулою Сурою, були затримані й, за наказом Цицерона від 5-го грудня 63-го року до н.е., страчені без суду й слідства. 
На думку деяких дослідників, Цицерон перебільшив масштаби змови: сфальсифікувавши інкриміновані Катіліні замах і листування й увівши в оману галльських посланців, — щоб таким чином зміцнити своє становище як консула.
Проти Катілінового війська виступили дві римські армії під проводом Квінта Цецилія Метелла та Гая Антонія Гібриди. На початку січня 62-го року до н. е. всі повстанці, включно з Катіліною, загинули в битві при Пісторії. 

## Рецепції в культурі
До кінця I ст. до н. е. ім'я Катіліни стало загальним на позначення непопулярних римських імператорів. Ув «Енеїді» Вергілія Катіліна змальований як лиходій, котрий «тремтить перед обличчям фурій» у потойбіччі:
А далі іще показав він виразно
Тартара царство, також глибоченний передсінок Діта
Й кари за злочини; теж, Катіліно, й тебе, як на грізній
Скелі висиш і тремтиш ти від фурій.
У залі засідань італійського Сенату в Палаццо Мадама розміщена картина Чезаре Маккарі «Цицерон засуджує Катіліну». Утім, вона, як стверджує Мері Бeрд, містить багато історичних невідповідностей: від місця збору й кількости римських сенаторів до віку самих Цицерона та Катіліни.

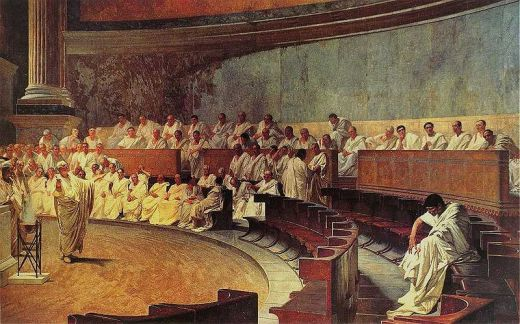
«Цицерон засуджує Катіліну», Чезаре Маккарі, 1889 р.

У трагедії французького драматурга Проспера Жоліо де Кребійона зображено романтичні стосунки між Катіліною й дочкою Цицерона Тулією. В однойменному творі Генріка Ібсена, написаному відразу по Весні народів 1848-1849 рр., Катіліна наділений позитивними рисами й бореться з несправедливостями тодішнього Рима, тоді як Цицерон залишається поза увагою автора. Натомість у драмі англійського письменника Бена Джонсона (створеній незадовго після Порохової змови) Катіліна — небезпечний антагоніст, чиїх жертв було так багато, що через річку Стікс на шляху до Аїду їх переправляв цілий флот.